# Charles II Otton de Birkenfeld
 (février 2020).
Si vous disposez d'ouvrages ou d'articles de référence ou si vous connaissez des sites web de qualité traitant du thème abordé ici, merci de compléter l'article en donnant les références utiles à sa vérifiabilité et en les liant à la section « Notes et références ».
Charles II Otton de Birkenfeld, né le 5 septembre 1625 et mort le 30 mars 1671, devient comte palatin de Birkenfeld à la mort de son père Georges Guillaume de Birkenfeld en 1669 jusqu'à sa mort en 1671.

## Biographie
Il est le fils de Georges Guillaume de Birkenfeld et de Dorothée de Solms.
Charles II Otton de Birkenfeld épouse en 1658 Marguerite de Hohenlohe (1625-1676). Six enfants naissent de cette union, dont :
- Charles de Birkenfeld (1659-1660)
- Charlotte de Birkenfeld (1662-1708)
- Hedwige de Birkenfeld (1663-1721)